# Тріваля-Моштень (комуна)
Тріваля-Моштень, Тріваля-Моштені (рум. Trivalea-Moșteni) — комуна у повіті Телеорман в Румунії. До складу комуни входять такі села (дані про населення за 2002 рік):
- Бретешань (842 особи)
- Депараць (1392 особи)
- Тріваля-Моштень (1190 осіб) — адміністративний центр комуни

Комуна розташована на відстані 70 км на захід від Бухареста, 33 км на північ від Александрії, 113 км на схід від Крайови.

## Населення
За даними перепису населення 2002 року у комуні проживали 3424 особи, усі — румуни. Усі жителі комуни рідною мовою назвали румунську.
Склад населення комуни за віросповіданням:
| Релігія     | Кількість осіб | Відсоток |
| ----------- | -------------- | -------- |
| православні | 3415           | 99,7%    |
| адвентисти  | 9              | 0,3%     |